# Lycomorpha miniata
Lycomorpha miniata är en fjärilsart som beskrevs av Alpheus Spring Packard 1872. Lycomorpha miniata ingår i släktet Lycomorpha och familjen björnspinnare. Inga underarter finns listade i Catalogue of Life.